# Erupción explosiva

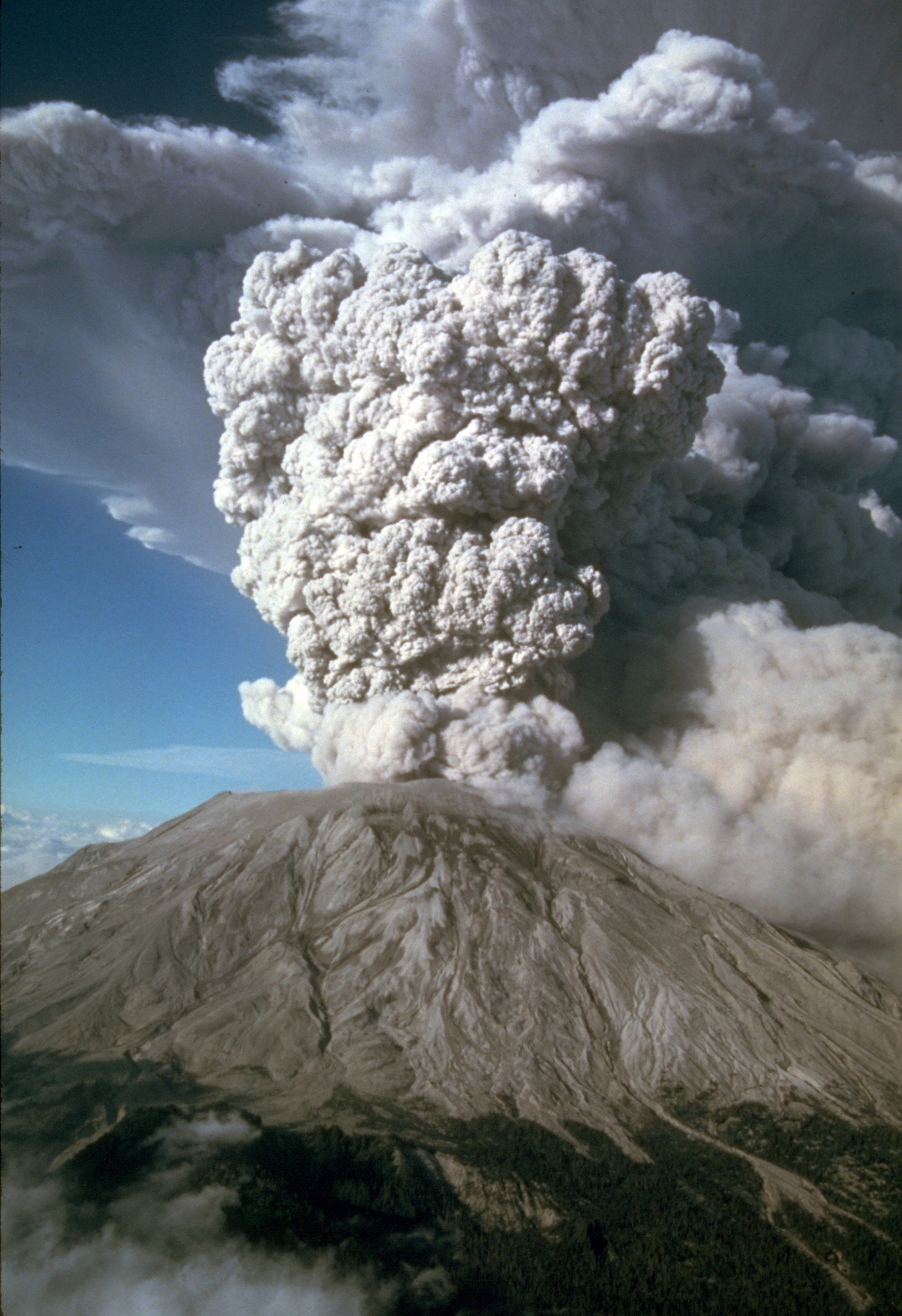
Erupción explosiva del Monte Santa Helen el 22 de julio de 1980

En la vulcanología, una erupción explosiva es una erupción volcánica del tipo más violento. Un ejemplo notable es la erupción de 1980 del Monte Santa Helena. Dichas erupciones se producen cuando se ha disuelto suficiente gas bajo presión dentro de un magma viscoso de tal manera que la lava expulsa violentamente espuma en cenizas volcánicas cuando la presión se reduce repentinamente en el respiradero. A veces un tapón de lava bloqueará el conducto hacia la cumbre, y cuando esto ocurre, las erupciones son más violentas. Las erupciones explosivas pueden enviar rocas, polvo, gas y material piroclástico hasta 20 km a la atmósfera  viajando a varios cientos de metros por segundo. Esta nube puede entonces colapsar, creando un rápido flujo piroclástico de materia volcánica caliente.

## Etapas de una erupción explosiva

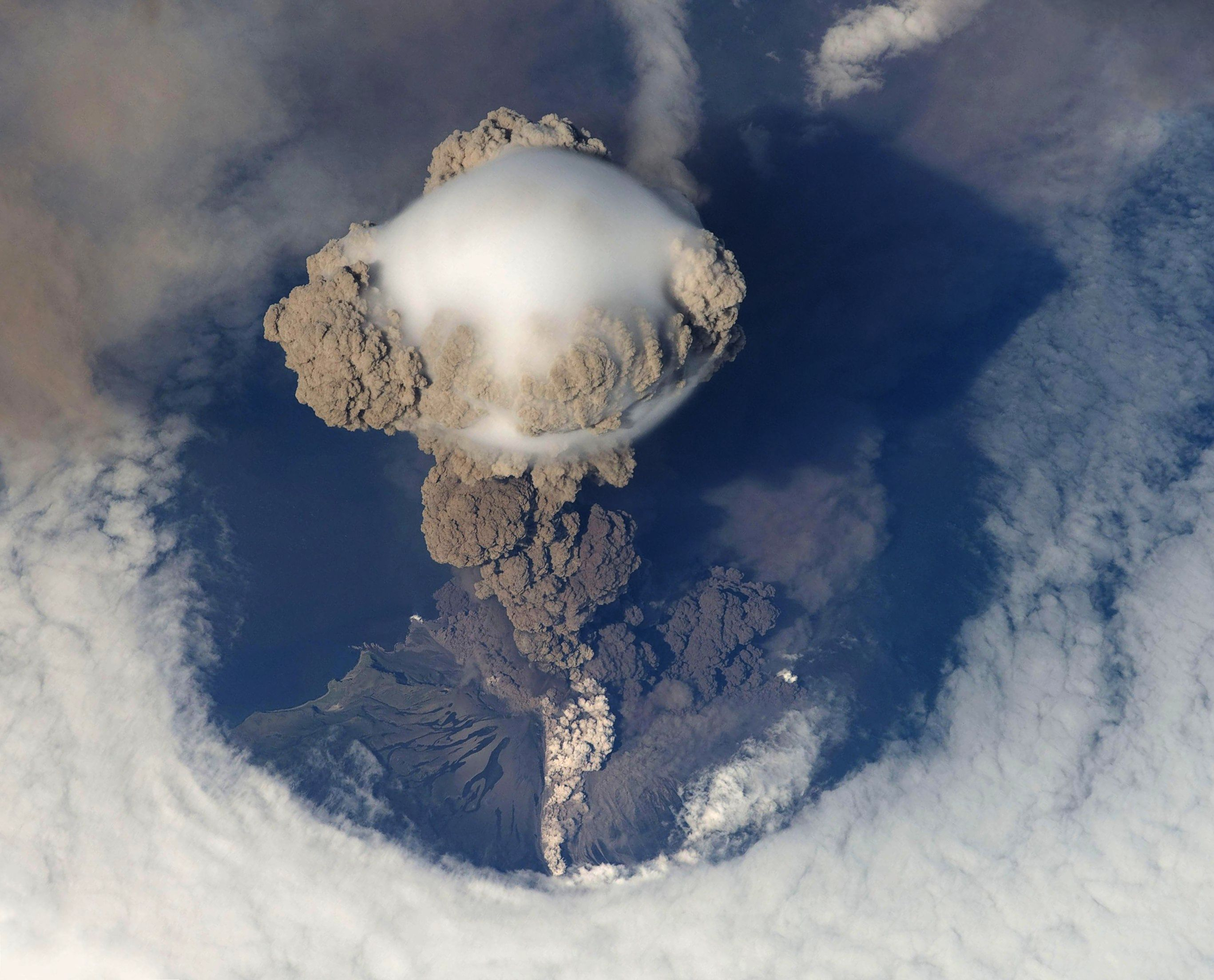
Una etapa temprana de la erupción del volcán Sarychev del 12 de julio de 2009, vista desde el espacio

Una erupción explosiva siempre comienza con alguna forma de bloqueo en el cráter de un volcán que impide la liberación de los gases atrapados en el magma altamente viscoso andesítico o riolítico. La alta viscosidad de estas formas de magma impide la liberación de los gases atrapados. La presión del magma que fluye se acumula hasta que finalmente la obstrucción es expulsada en una erupción explosiva. La presión del magma y los gases se liberan a través del punto más débil del cono, normalmente el cráter. Sin embargo, en el caso de la erupción del Monte Santa Helena, la presión se liberó en un lado del volcán, en lugar del cráter.
La repentina liberación de presión hace que los gases del magma formen espuma y creen ceniza y piedra pómez volcánica, que luego es expulsada a través de la chimenea volcánica para crear la columna eruptiva característica, comúnmente asociada a las erupciones explosivas. El tamaño y la duración de la columna depende del volumen de magma que se libera y de la presión a la que esté sometido el magma. 

### Tipos de erupciones explosivas
1. Erupción vulcaniana
2. Erupción peléana
3. Erupción de pliniana
4. Erupción freática
5. Erupción freatomagmática
  1. Erupción de Surtseyan

- Consecuencias: 
  - Columna eruptiva
  - Flujo piroclástico
  - Caída piroclástica
  - Oleada piroclástica

### Flujos piroclásticos
Los flujos piroclásticos se producen hacia el final de una erupción explosiva, cuando la presión comienza a disminuir. La columna de cenizas de la erupción se sostiene por la presión de los gases que se liberan, y a medida que los gases se agotan, la presión disminuye y la columna de erupción comienza a colapsar. Cuando la columna se derrumba sobre sí misma, la ceniza y la roca caen al suelo y comienzan a fluir por las laderas del volcán. Estos flujos pueden viajar hasta a 80 km por hora, y alcanzar temperaturas de 200° a 700° Celsius. Las altas temperaturas pueden causar la combustión de cualquier material inflamable a su paso, incluyendo madera, vegetación y edificios. Cuando la nieve y el hielo se derriten como parte de una erupción, grandes cantidades de agua mezcladas con el flujo pueden crear lahares. El riesgo de lahares es particularmente alto en los volcanes como el Monte Rainier cerca de Seattle y Tacoma, Washington.

## Supervolcanes
Las erupciones de los supervolcanes son las más raras de las erupciones volcánicas, pero también las más destructivas. La escala de tiempo entre estas erupciones generalmente está marcada por cientos o miles de años. Este tipo de erupción generalmente causa destrucción a escala continental, y también puede resultar en el descenso de las temperaturas en todo el mundo.